# Gaiole in Chianti

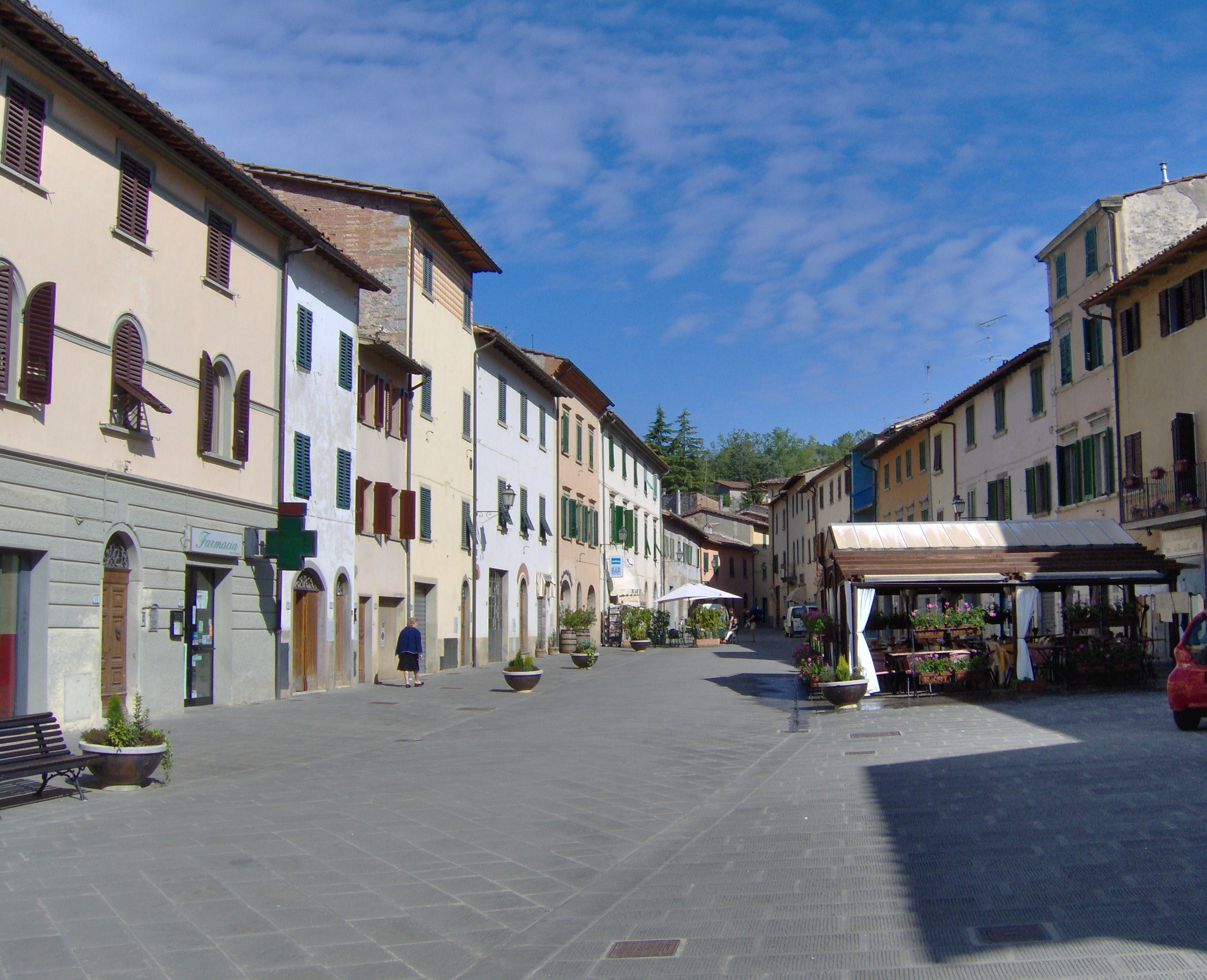
Rynek

Gaiole in Chianti – miejscowość i gmina we Włoszech, w regionie Toskania, w prowincji Siena.
Według danych na rok 2004 gminę zamieszkiwały 2333 osoby, 18,2 os./km².

## Historia
Teren miejscowości, przed rokiem 1000 zasiedlili mieszkańcy małych wsi położonych na okolicznych wzgórzach, tworząc tu lokalne centrum gospodarcze. Z pierwszego placu, który istniał na prawym brzegu rzeki Massellone, centrum miejscowości przeniosło się później na większy plac, który jest obecnym rynkiem. Przez czterysta lat terytorium miasta było granicą wpływów pomiędzy miastami Florencja i Siena. Dochodziło do wzajemnych najazdów i grabieży. Formalnie miasto znajdowało się w okręgu florenckim, ale na początku XIX wieku, podczas krótkiego panowania Etrurii, Napoleon włączył je do departamentu sieneńskiego i po zjednoczeniu Włoch pozostaje tam do dziś.

## Zabytki
Centrum miasta stanowi rynek, miejsce inicjatyw kulturalnych i wydarzeń związanych z winem (region winiarski Chianti). Najważniejszym zabytkiem jest kościół św. Zygmunta, pochodzący z XX wieku, z obrazem z końca XVII wieku przedstawiającym Dziewicę Różańcową. W okolicach znajduje się kilka zabytkowych zamków i kościołów.
Miasto jest węzłem szlaków pieszych i rowerowych.

## Frazioni
- Adine
- Ama
- Barbischio
- Castagnoli
- Lecchi
- Lucignano
- Montegrossi
- Monti
- Nusenna
- Poggio San Polo
- Rietine
- San Regolo
- San Sano
- San Vincenti
- Starda
- Vertine